# 斎藤文男
斎藤 文男（さいとう ふみお、1932年10月28日 - 2022年11月30日）は、日本の法学者。九州大学名誉教授、福岡放送ニュースコメンテーター、執筆家、政治倫理・九州ネットワーク顧問。血液型A型。平成24年叙勲(瑞宝中綬章)受章。

## 略歴
奈良県出身、京都大学法学部卒業後、大阪市立大学大学院修士課程修了。専門は憲法、行政法、マスコミ法。 
1961年から1996年までの間、九州大学教養学部と法学部の教授として教鞭を取った後、名誉教授となる。
教鞭を取る傍ら、情報公開条例や政治倫理条例作成をはじめとする地方自治実務関連の市民運動にも数多く携わる。
1995年より2009年3月27日まで福岡放送「めんたいワイド4:55→めんたいワイド」のコメンテーターとして出演（但し番組のリニューアルに伴い2005年からは18:17からのローカルニュースのみの出演となった）。ちなみに番組スタートの際、自ら大学に出演許可を貰いに行ったという。
番組降板は斎藤自身が高齢になったことに加え、FBS全体で非社員出演者の削減が行われたことによる。最大の原因はテレビデジタル化による投資額がかさんだことで、民放全体共通の課題であった。
2022年11月30日、心筋梗塞のため死去。90歳没。

## エピソードなど
- インターネット全盛の現代に於いて、今もなお「新聞の切り抜き」を日課としている。
- 執筆に於いては特にこだわりを持っていて、パソコン、ワープロは一切使わず、トンボ鉛筆の3B、MONOの消しゴム、特注の原稿用紙を用いて必ず手書きで行うという。本人曰く「物を書く事で自分の体調がわかる」とか。
- 無類のコーヒー好きであり、九大近くのとあるコーヒー店を自らの「茶室」がわりにしているという。
- ラッキョウが天敵であるという。子供の頃、乳離れさせるべく母が乳首にラッキョウの汁を塗った事がきっかけとか。
- 女優・原田美枝子の大ファン。
- 社民党とのつながりが深く、社民党を支持していると思わせる節もあったが、自らは"市民党"と話している。
- 2010年の福岡市長選挙に出馬した福岡市の元教育長植木とみ子とは植木が九州大学法学部出身であることや長崎大学で助教授をしていたことなどもありつながりがある。

## 著書
- 『冷めた紅茶』（現代書館、1989年）
- 『ちびた鉛筆』（現代書館、1992年）
- 『子どもたちは平和をつくれるか』（柳淑子との共著、現代書館、1994年）
- 『政治倫理条例のつくり方』（自治体研究社、1999年）
- 『指定管理者制度と情報公開』（自治体研究社、2006年）